# Cupania semiglabra
Cupania semiglabra är en kinesträdsväxtart som beskrevs av José Cuatrecasas. Cupania semiglabra ingår i släktet Cupania och familjen kinesträdsväxter. Inga underarter finns listade i Catalogue of Life.